# Euxoa mimouna
Euxoa mimouna är en fjärilsart som beskrevs av Le Cerf 1933. Euxoa mimouna ingår i släktet Euxoa och familjen nattflyn. Inga underarter finns listade i Catalogue of Life.